# Katrin Aladjova
Katrin Aladjova (rođena Katrin Peneva Aladjova; Sofija, 21. lipnja 1971.) je australsko-bugarska šahovska velemajstorica.
Godine 1988. osvojila je naslov Svjetske prvakinje do 16 godina u Argentini, a godinu poslije i do 18 godina u Portoriku.
Osvojila je australsko državno prvenstvo u seniroskoj konkurenciji 1992. održano u Melbourneu. Isti podvig ostvarila je 1993. i 1994. godine.
Njezina obitelj se u Australiju preselila kad joj je bilo šest godina. Od 1989. živi u Melbourneu, gdje je bila predsjednikca Šahovskog kluba »Victoria« od 2007. do 2009.
Više puta gostovala je na natjecanjima u rodnoj Bugarskoj, posebice na otvorenim prvenstvima Bugarske u Sofiji.

## Vanjske poveznice
- www.makeup.com - Katrin Aladjova (šahovska povijest)  Arhivirana inačica izvorne stranice od 27. svibnja 2012. (Wayback Machine) (engl.)
- Robert Fontaine: Razgovor s Katrinom Aladjovom (engl.)
- Početna stranica tvrtke »StreetStar Cosmetics«  Arhivirana inačica izvorne stranice od 4. veljače 2017. (Wayback Machine) (engl.)
- VITS LanguageLink - o nama  Arhivirana inačica izvorne stranice od 19. siječnja 2013. (Wayback Machine) (engl.)
- Kartin Alajdova - ljubav prema jezicima  Arhivirana inačica izvorne stranice od 4. ožujka 2016. (Wayback Machine) (engl.)